# アケメネス朝のエジプト征服 (紀元前525年)
アケメネス朝のエジプト征服（アケメネスちょうのエジプトせいふく）は、紀元前525年に起こった軍事的行動である。のちに再びアケメネス朝はエジプトを征服しているため、それと区別してアケメネス朝の第一次エジプト征服（アケメネスちょうのだいいちじエジプトせいふく）とも呼ぶ。アケメネス朝の王カンビュセス2世が主導し、エジプト第27王朝とも呼ばれるエジプトの第一次ペルシア占領期（第一次エジプト州（サトルピー）、英語:First Egyptian Satrapy、古代ペルシア語:Mudrāya  ）へとつながった。 
カンビュセス2世率いるアケメネス朝の軍がペルシウムの戦いで、プサムテク3世率いるエジプト（エジプト第26王朝）を破ると、カンビュセス2世は自身をファラオとして即位した。以降紀元前404年まで、エジプトはアケメネス朝（ハカーマニシュ朝）ペルシア帝国の一つの州（サトルピー）となったものの、エジプトの王権の習わしや地位は維持された。アミルタイオス の反乱とそのファラオ即位により、アケメネス朝はエジプトの支配権を一時喪失するものの、のちに奪回しエジプト第31王朝とも呼ばれる2度目のペルシア占領期に突入している。

## 背景

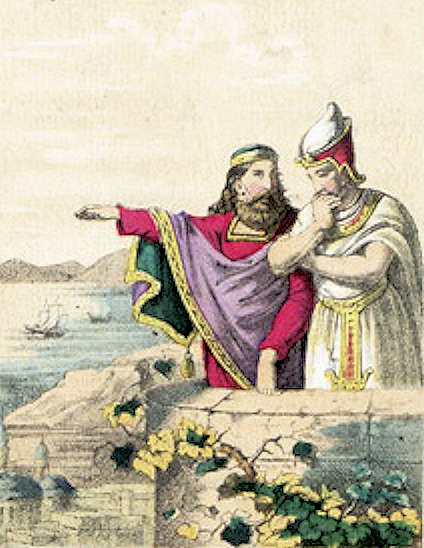
サモス島の僭主、ポリュクラテスとファラオ・アメシス2世

キュロス2世によって建国されたアケメネス朝ペルシア帝国は、その治世下のうちにリュディア（リディア王国）や新バビロニア王国を併合した。特にイオニアやフェニキアの艦隊もアケメネス朝のもとにあり、これに危機感を覚えたエジプト第26王朝のファラオアマシス2世はギリシアの島々、特にサモス島の僭主、ポリュクラテスと盟約を結び、アケメネス朝からの侵攻に備えていた。
しかし、のちにアマシス2世はポリュクラテスとの同盟を破棄している。ヘロドトスによれば、あまりにも幸運続きであったポリュクラテスに対して、アマシス2世は「大きな不幸に見舞われないよう、計画的に不幸な目に合うべき」と手紙を送っている。そこで、ポリュクラテスは大切にしていた指輪を投げ捨てたが、ある漁師が釣り上げた大魚を献上したところ、その魚の中から指輪がでてくるという幸運に見舞われた。その話を聞き、ポリュクラテスにいつか大きな災いが降りかかることを恐れたアマシス2世は、自らサモス島との同盟関係を終わらせた。しかし、キプロス島もほぼ同時期にアケメネス朝へと寝返っているため、実際のところは急速に拡大するアケメネス朝の勢力を冷静に判断した結果、ポリュクラテスはエジプトを見限ったという可能性も指摘されている。ポリュクラテスはのちにアケメネス朝がエジプトへ侵攻する際に、島内の反体制派の排除も兼ねて、反体制派をアケメネス朝の軍に派遣している。
アッシリア崩壊後の4王国のうち3つを打倒したキュロス2世だが、北方遠征の際に戦死した。ヘロドトスの伝えるところによると、女王トミュリス率いるマッサゲタイ人との戦いの中で戦死、クテシアスによると、デルビケス人との戦争中で受けた傷が原因で死んだとされている。キュロス2世の後を継いだのは、カンビュセス2世であった。カンビュセス2世は紀元前530年に即位して、父キュロス2世の葬儀を済ませると、エジプトへの攻略へと乗り出した。

### ヘロドトスが伝える戦争の原因
ヘロドトスは、著書「歴史」の中で、アマシス2世がなぜペルシアとの対立を引き起こしたのか、その経緯について3つの説を記述している。 
一つ目の説はペルシア人の伝承に由来するもので、アマシス2世はカンビュセス2世からエジプトの眼科医との友好関係を求められた。アマシス2世は、エジプトの眼科医を強制労働に従事させることで彼らの要望に応じ、眼科医は家族をエジプトに残したまま、ペルシアへ強制的に移住させられた。アメシス2世への復讐を望むようになった眼科医は、カンビュセス2世と非常に親密な関係になり、エジプトとの関係強化のためにアマシス2世に彼の娘をカンビュセス2世に差し出させるようにと提言した。カンビュセス2世はこの進言を受け入れ、アマシス2世に娘と自身の結婚を求めた。 
アマシス2世は、娘がペルシア王カンビュセス2世が側室として扱われることを危惧し、娘を手放すことを拒んだ。ただし同時に、アマシス2世はペルシア帝国に歯向かうことは望んでいなかったので、アマシス2世が殺したと明示されている前代のファラオ、アプリエスの娘を代わりにペルシアへ送るという策謀を企てた。 
ペルシアへ送られたアプリエスの娘は他でもないニテティスであり、ヘロドトスはその容姿を「背が高く美しい」と描写した。ニテティスは当然のようにアマシス2世を裏切り、ペルシア王に歓迎されるとアマシス2世の策略と自身の真の身分を打ち明けた。これに激怒したカンビュセス2世は復讐を誓った。 
一方で、2つ目の説はエジプト人の伝承によるもので、カンビュセス2世がニテティスとの間に生まれた庶子であったという説である。また、3つ目の説として、幼いころのカンビュセス2世が、侮辱された母に対して「エジプトをひっくり返す」と約束したという説がある。しかし、この二つの説に関しては作中で、「信じがたい」と評されている。 
先代のファラオたちが重用していたイオニア系ギリシア人を、アマシス2世も重要視して自らの警護役に引き立てたため、彼は「ギリシア贔屓の人」ともよばれた。そのように重用されたギリシア人傭兵の一人がハリカルナッソスのパネス であった。ヘロドトスによれば、明確な理由はわからないがアマシスに対して何か含むところがあり、パネスはエジプトを去った。重要な立ち位置にいたパネスの脱出に対して、アマシス2世は宦官の一人を送りこみパネスを捕らえようとしたが、パネスは宦官を酔いつぶしたうちにペルシャに逃亡した。折しもカンビュセス2世はエジプト遠征の企画中で、パネスはカンビュセスに対して様々な情報を提供し、その助言を採用した。

## ペルシウムの戦い

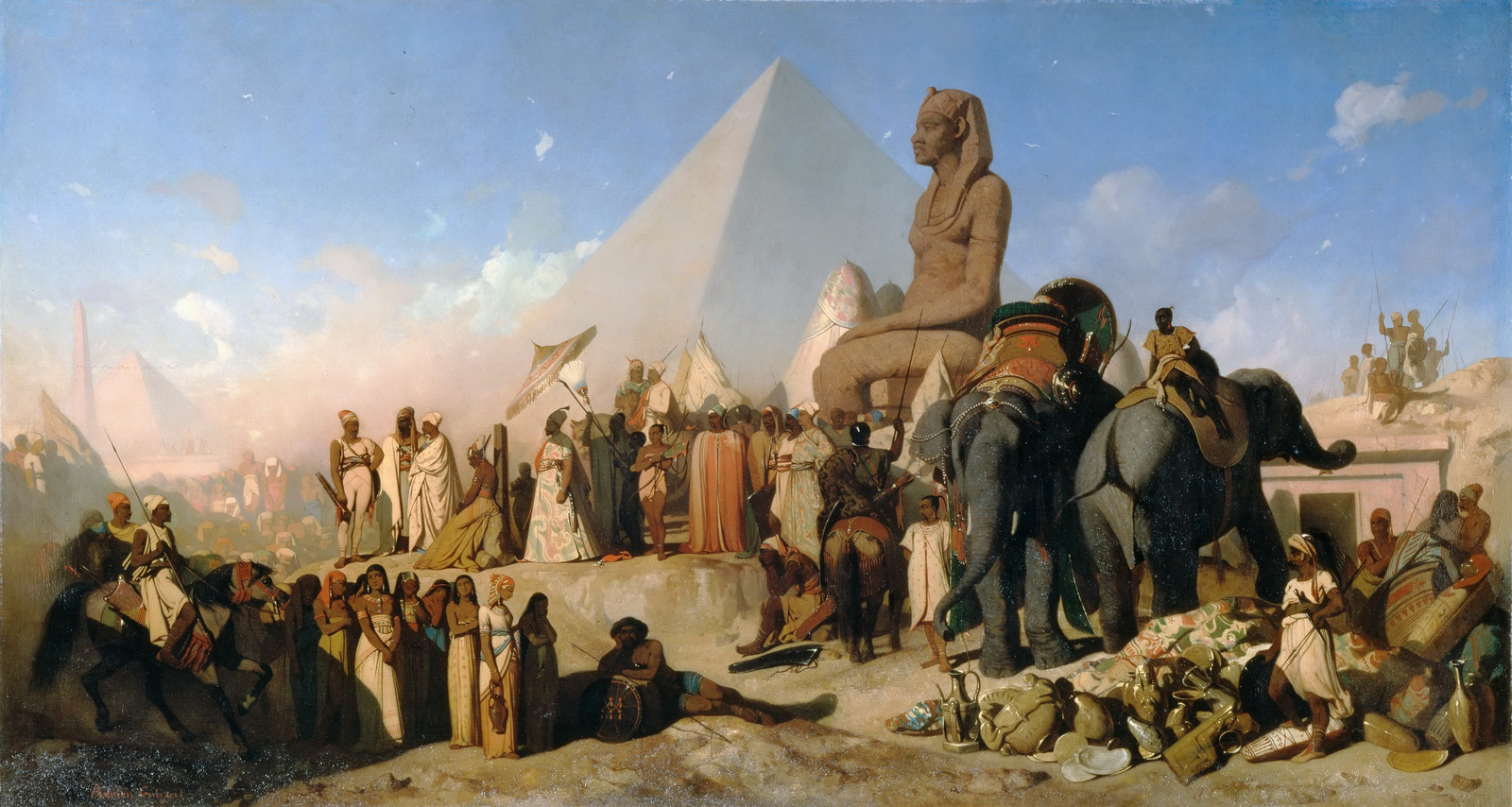
フランス人画家・Adrien Guignetが想像で描いた、ペルシウムの戦い後の、カンビュセス2世とプサムテク3世の会談

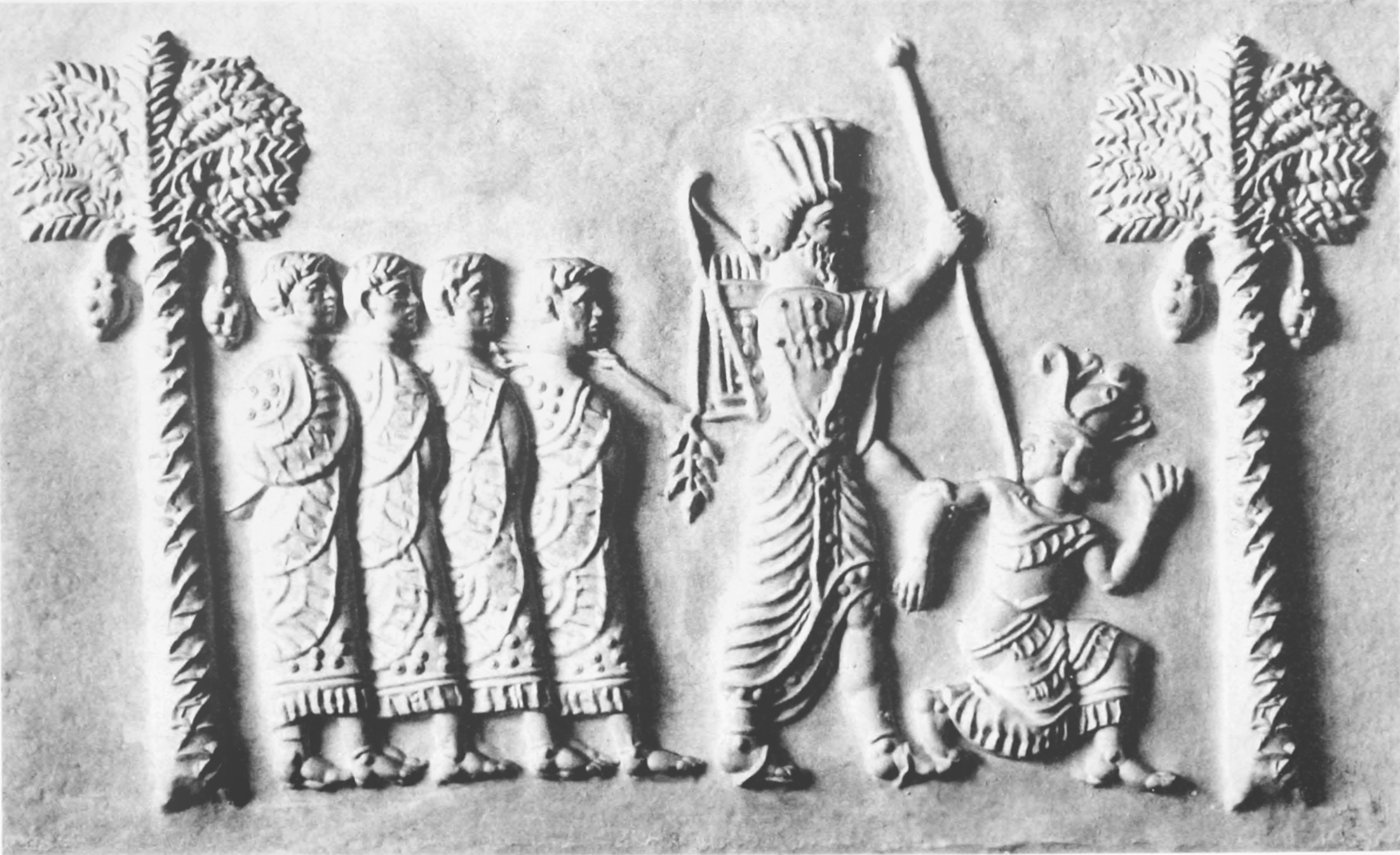
Svenigorodsky円筒印章 (ペルシア王と敗北した敵、Persian king and the defeated enemies)。エジプトのファラオを槍で突き刺しつつ、4人の捕虜を縄でつなげたペルシア王を描いている。

アケメネス朝ペルシア帝国が侵攻する前年、紀元前526年にアマシス2世が没した。その後は息子のプサムテク3世が継いだが、彼の治世はわずか6か月に満たなかった。即位から数日で、テーベで雨が降った。雨が降ることは珍しく、エジプト人の中にはこれを悪い兆しととらえ恐れたものもいた。アマシス2世と異なり、若くて経験不足なファラオはペルシア軍の侵攻にかなわなかった。カンビュセス2世配下のペルシア軍はアラブ人(ベドウィン)の助けを借りつつシナイ砂漠を越えて、紀元前525年の春に、エジプト東国境の都市ペルシウムで悲惨な戦闘を繰り広げた。エジプトを裏切り外敵を招き入れたパネスに対するエジプト人の怒りはすさまじく、ペルシウムの戦いの前に、パネスの目に入る場所でパネスの子供たちを一人ずつ咽喉を切り裂いて、その血をボウルに受け、酒(ワイン)と水を注ぎ傭兵たちはみなそれを飲んだとヘロドトスは伝えている。ペルシウムの戦いに負けたエジプト軍はメンフィスへの撤退を余儀なくされた。メンフィスも長きにわたる包囲の結果、ペルシア軍の手に落ち、プサムテク3世は捕虜となった。その後まもなく、カンビュセス2世はプサムテク3世の息子やエジプトの青年2000人の公開処刑を命じた。
捕虜となったプサムテク3世とその最期については、ヘロドトスの「歴史」第3巻・第14、15節に記されている。プサムテクやエジプト貴族の娘たちは奴隷にされた。講和を持ち掛けるために派遣したペルシアの大使と乗船の者およそ200人を殺したことへの償いとして、プサムテクや貴族の息子2000人は死刑を宣告された。また、かつてプサムテクの飲み仲間であった男も乞食に成り下がっていた。プサムテクの反応を試すため、これらの人々のありさまをプサムテクに見せたが、娘たちや息子たちを見てもうつむいたままであり、飲み仲間の惨状を見て初めて悲しみをあらわにした。
カンビュセス2世との問答の末に、カンビュセス2世はプサムテク3世とその息子を救うよう命じたが、息子はすでに処刑が執行されていた。廃位されたプサムテクは、ペルシア王のもとへ送られそこで余生を過ごすこととなった しかし、しばらくしてプサムテクはエジプト人たちに反乱をそそのかし、カンビュセス2世がこれを知ると、プサムテクは牡牛の生血を飲んで即死したとされる。

## 影響

### 略奪
ヘロドトスはまた、ペルシア王カンビュセス2世がエジプトを征服し、エジプト第26王朝（サイス朝）を滅ぼした際に、アハモセ2世（アマシス2世）のミイラが凌辱されたことを記録している。
(カンビュセスは)アマシスの宮殿に入るとすぐに、安置されていた(アマシス)の遺体を葬部から運び出すよう命じた。命令が遂行されると、彼はアマシスの遺体を鞭で打ったり、棒で突き刺したり、毛髪を抜いたりなど、あらゆる方法で凌辱を加えた。しかし遺体には防腐処理が施されており、打撃を受けても砕けず、カンビュセスは遺体を燃やさせた。

### シドンの石棺
シドンの王エシュムン・アザル2世とその父王タブニトの石棺は、アケメネス朝がエジプトを征服した時期に作られている。ふくよかで四角ばって幅が広い、特徴的な顔、滑らかで関節が表現されていない同様な形式の石棺は、特にプサムテク2世（在位:紀元前595年〜紀元前589年）からアマシス2世（在位:紀元前570年〜紀元前526年）の治世にかけて、メンフィスで製造されたことがわかっている。
シドンで発見された石棺は、もともとエジプトの高級身分層のためにエジプトで作られたものであったが、その後シドンに移送され、シドン王の埋葬のために再利用された。この様式の石棺の製造は、エジプト第26王朝の滅亡に伴い紀元前525年頃には終了している。フェニキア人を研究している歴史家Josette Elayiは、第26王朝期に製造された石棺のうち一部を、シドン人(フェニキア人)がカンビュセス2世のエジプト征服に参加する際に押収し、シドンに持ち帰ったと考えている。
エシュムン・アザル2世の父、タブニトの石棺には、すでにエジプトの将軍の長い名前がエジプト語で刻まれていた石棺を再利用したものであった。一方、エシュムン・アザル2世に使われた石棺は新品で、表面にはフェニキア語で献辞が刻まれている。René Dussaudは、エシュムン・アザル2世の新品な石棺は、生存していた母、女王Amoashtartがこの棺を発注したという可能性を指摘している。
少なくとも石棺の一部は、おそらくシドンの王たちによって戦利品として略奪された。ヘロドトスは、カンビュセス2世が「メンフィスの埋葬地をくまなく荒らし、棺を開けてその中のミイラを調査した」という出来事を扱っており、このペルシア王による略奪が、臣下に当たるシドンの人々によって石棺を奪い、再利用するきっかけとなった可能性がかなり高い。タブニトの石棺の場合には特に当てはまり、すでにPenptahという軍人に献納されていて、それの神聖性を汚した可能性があり、一方未完成であったエシュムン・アザル2世の石棺は、メンフィスの製作所から入手された可能性もある。
これらシドンの石棺は、エジプト本土以外で発見された唯一のエジプト製石棺とされている。

### アケメネス朝のエジプト統治
カンビュセス2世は、紀元前525年の8月に、正式に「上下エジプトの王、ラー、ホルス、オシリスの末裔」として即位している。エジプトのファラオとして君臨すると、エジプト風のカルトゥーシュ、儀礼や衣類の紋章を取り入れた。エジプトの神々を敬い、エジプト人の高官に行政を任せ、人民の福祉のために改革を命じるなど、エジプトに対して寛容な統治を敷いている。一例として、サイスの大寺院にペルシア軍を駐屯させていた際に、信者やエジプト人の憤激を買ったことを知ったカンビュセス2世は、兵の立ち退きや損害の補填を行い気を配っている。しかし、エジプト人に完全に同化したわけではなく、カンビュセス2世はペルシアのペルセポリス近郊のタクト・イ・ロスタムに埋葬された。2006年に、この墓地は発見されている。また、エジプト王としての在位年を、即位した紀元前525年ではなく、アケメネス朝の王に即位した紀元前530年を起点としていて、アケメネス朝の版図を一つの王国として認識していたと考えられている。
カンビュセス2世以降、歴代のアケメネス朝の国王は、エジプトに総督（サトラップ）を派遣して、間接統治の形態をとった。

### エジプトのダレイオス1世像

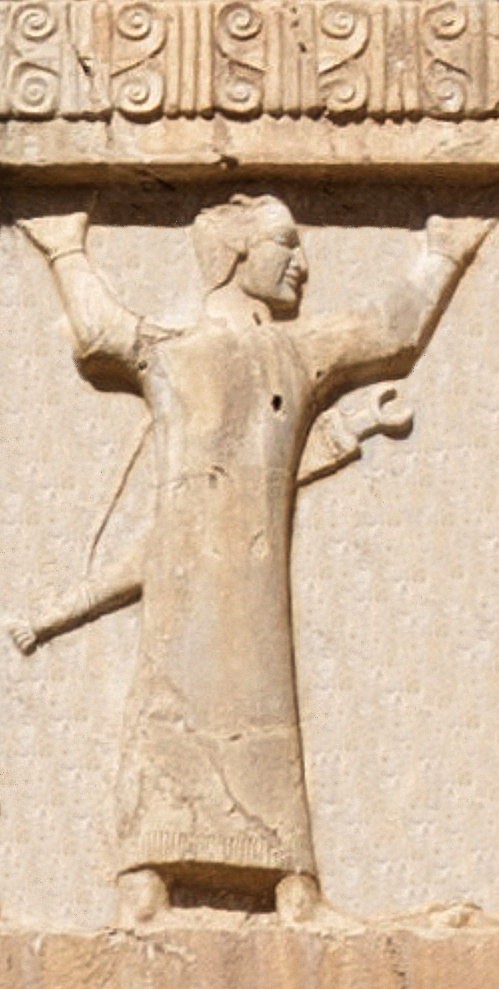
Egyptian soldier of the クセルクセス1世の墓のレリーフに刻まれた、アケメネス朝の軍人であるエジプト人兵士。紀元前380年ころ。

エジプトのダレイオス大王像はエジプトの美術表現や銘文を用いた、アケメネス朝の君主ダレイオス1世(大王)の像である。アケメネス朝時代から残存している丸彫りの像としては、もっともよく知られた像のよい例である。この像はエジプトで作成されたが、おそらくクセルクセス1世によってスサに移転された。像の底には、アケメネス朝の一属国として、エジプトがḲemet(𓈎𓅓𓏏𓊖、"黒い土地" )という伝統的な名称で登場している。

## 文学作品への影響
アケメネス朝のエジプト征服は、古代末期にコプト語で記述された散文小説『カンビュセス物語』の題材となった。一部は散逸していて、その全貌は明らかとなっていないが、内容の一部は土着の伝承に基づいたものだとされている 
。